# Línea de descuento
En el ámbito bancario español, y el general, existen determinados documentos como letras de cambio, pagarés o recibos normalizados que llevan asociado un vencimiento, es decir, una fecha en la cual el documento podrá ser cobrado.[cita requerida] cobrando los respectivos intereses y gastos.
Esto es un inconveniente para muchas personas puesto que el cobro de estos documentos puede prolongarse mucho en el tiempo. Para evitar este problema se ha creado un producto financiero llamado línea de descuento.

## Concepto
Una línea de descuento es un producto financiero por el cual el banco nos adelanta el importe de los documentos a negociar, cobrándonos una comisión por ello. Cuanto más garantía de pago haya, menos comisión por riesgo nos cobra la entidad financiera.
También hay empresas privadas que adelantan el importe de estos documentos a precios muy competitivos, aportando el efectivo incluso en un lapso de tiempo más corto.
Una línea de descuento es otorgado por la entidad financiera y ha de ser firmado ante notario para adquirir fuerza ejecutiva desde la firma, donde se especifiquen estas condiciones:
1. Beneficiarios, es decir, las personas que van a ser beneficiadas del cobro de dichos documentos.
2. Límite de la línea, es decir, el importe máximo a descontar por el banco.
3. Avalistas: Los responsables en el caso de que algún documento resulte impagado y no cobrado.

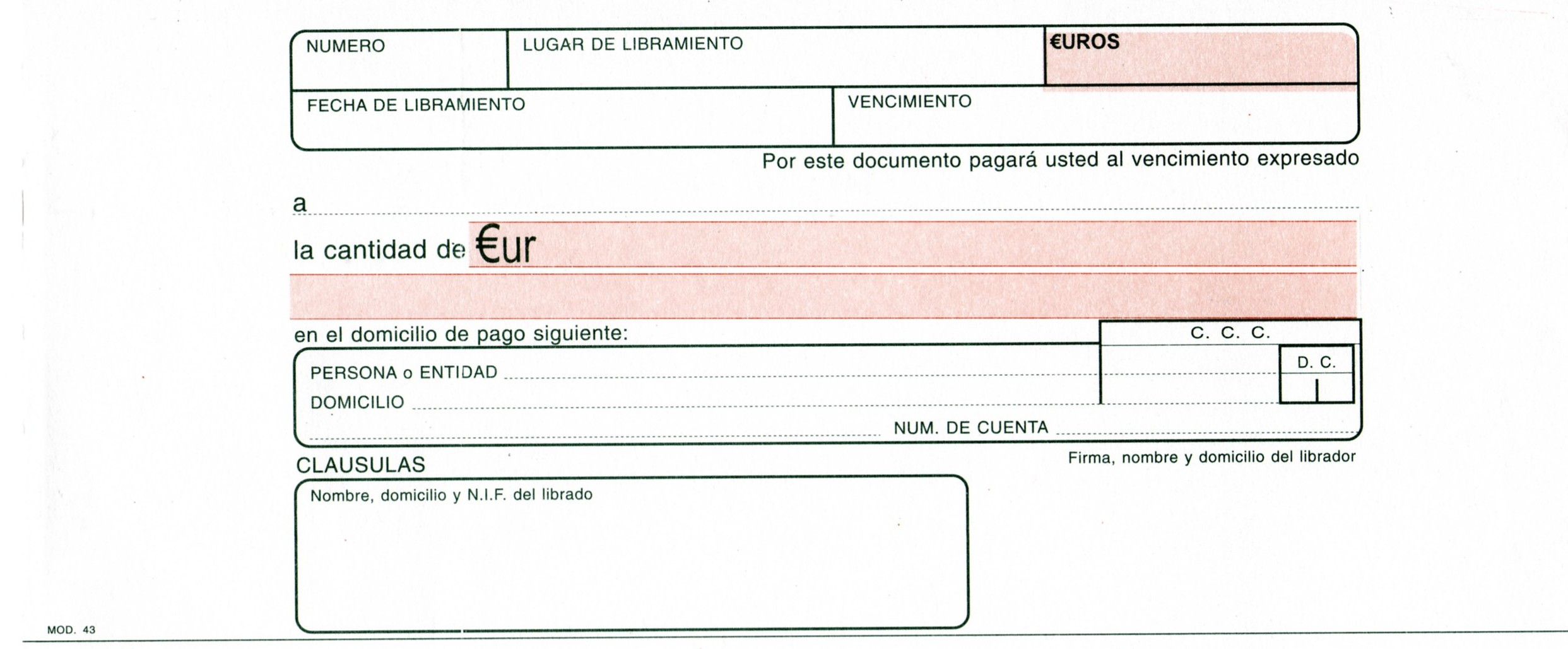
Un recibo normalizado.

Este producto resulta muy ventajoso para comerciantes ya que por ejemplo, una letra que tenga un vencimiento de 3 meses vista la podrá cobrar en el acto aunque al que la aceptó no le cobrarán hasta los tres meses.
Este producto tiene su raíz en el concepto de descuento que es el adelanto de fondos por parte de la entidad financiera al cliente, a cambio de una comisión e intereses.

## Caso de ejemplo
Supongamos que somos unos vendedores de coches. Un cliente realiza una compra por valor de 1.000.000 de pesetas (6010.12€) pero no quiere realizar el pago completo, sino que desea fraccionarlo en 20 vencimientos. El cliente nos firma 20 letras, cada una con el correspondiente vencimiento asociado; una vez firmadas las llevamos al banco. Como tenemos contratada una línea de descuento, si el banco las acepta, este nos anticipará el importe completo de las letras, es decir, nos ingresará el millón de la venta. Al cliente que nos compró el coche esto no le afecta ya que le serán cargadas de su cuenta en la forma y condiciones en las que el cliente las había firmado.

## Causas de la no aceptación al descuento
El descuento no es inmediato, sino que tarda entre dos y tres días dependiendo del banco. Un documento puede ser no aceptado a descuento por reunir las siguientes condiciones:
1. Documento dañado o falsificado
2. Límite de la línea excedido: Tendremos que esperar a que se compensen tantas letras sean necesarias hasta dejar libre el nuevo importe que queremos compensar
3. Operaciones de dudosa legalidad (Sospechas de blanqueo de capitales, de evasión fiscal...),en estos casos incluimos también las letras denominadas de "peloteo" terminología que se refiere a que el librado emite la letra sin ninguna transacción comercial que la origine, sino con la única intención de obtener una financiación mediante el descuento de la misma.
4. El librado (quien tiene que pagar) está incluido o ha sido incluido en los últimos años en un registro de morosos.
5. Por decisión del banco.

## Podemos compensar una letra/recibo sin línea de descuento
Sí, pero las comisiones suben mucho con el inconveniente añadido que el abono de la letra surtirá efecto el día del vencimiento.

## ¿Quién tiene una línea de descuento?
Generalmente las líneas de descuento son contratadas por personas dedicadas a la venta, no es frecuente encontrar contratos de línea de descuento entre particulares debido al elevado coste que conlleva una contratación. (Banco, Notaría, Comisiones...)